# Anaphes sordidatus
Anaphes sordidatus är en stekelart som först beskrevs av Girault 1909.  Anaphes sordidatus ingår i släktet Anaphes och familjen dvärgsteklar. Inga underarter finns listade i Catalogue of Life.